# Adrian Mititelu
Adrian Marin Mititelu (n. 15 martie 1968, Booveni, România) este patronul echipei de fotbal FC U Craiova 1948. Echipa a promovat în Liga I, la capătul sezonului 2020-2021.
Deține ziarul Ediție specială de Oltenia din Craiova.
Averea sa a fost estimată la 20 de milioane de euro în anul 2011.

## Controverse
Pe 29 octombrie 2014, Adrian Mititelu a fost trimis în judecată de DIICOT pentru săvârșirea infracțiunilor de constituire a unui grup infracțional organizat, evaziune fiscală, folosire cu rea credință a bunurilor societății și spălare de banilor.
Pe 17 decembrie 2021, Curtea de Apel Craiova a incetat procesul penal în acest dosar deoarece faptele s-au prescris.
Pe 25 iulie 2016, Adrian Mititelu a fost trimis în judecată de Direcția Națională Anticorupție pentru săvârșirea infracțiunilor de evaziune fiscală și înșelăciune. Pe 5 noiembrie 2020 Curtea de Apel Craiova l-a condamnat definitiv la 3 ani închisoare cu executare în acest dosar.
Pe 6 iulie 2022, Adrian Mititelu a fost eliberat din închisoare, după ce a executat 20 de luni din pedeapsa de 3 ani. Decizia a fost luată de Curtea de Apel Craiova, în urma admiterii, de către CCR, a unei excepții de neconstituționalitate, referitoare la întreruperea termenului de prescripție a răspunderii penale, excepție ridicată în cadrul procesului care îl viza pe Mititelu.